# Pontederia triflora
Pontederia triflora är en vattenhyacintväxtart som först beskrevs av Moritz August Seubert, och fick sitt nu gällande namn av G.Agostini, D.Velázquez och J.Velásquez. Pontederia triflora ingår i släktet pontederior, och familjen vattenhyacintväxter. Inga underarter finns listade.